# Cyrtandra detzneriana
Cyrtandra detzneriana är en tvåhjärtbladig växtart som beskrevs av Rudolf Schlechter. Cyrtandra detzneriana ingår i släktet Cyrtandra och familjen Gesneriaceae. Inga underarter finns listade i Catalogue of Life.